# Convenção da Haia sobre Acordos de Eleição do Foro
A Convenção da Haia sobre Eleição de Foro, formalmente Convenção de 30 de junho de 2005 sobre Acordos de Eleição de Foro, é um tratado internacional celebrado no âmbito da Conferência da Haia de Direito Internacional Privado. Foi concluído em 2005 e entrou em vigor em 1º de outubro de 2015. 
União Europeia, Dinamarca, México, Singapura e Reino Unido são partes da Convenção. China, Israel, Macedônia do Norte, Ucrânia e Estados Unidos assinaram a convenção, mas não a ratificaram.
Os Estados-parte da Convenção se comprometem a reconhecer acordos voluntários de escolha de foro aplicável para julgar causas entre litigantes no campo do Direito civil. Os julgamentos do tribunal escolhido devem ser reconhecidos em todos os Estados em que a convenção é aplicável.

## Signatários[1]
| País               | Assinatura             | Ratificação/Adesão     | Entrada em vigor      | Observações |
| ------------------ | ---------------------- | ---------------------- | --------------------- | --- |
| China              | 12 de setembro de 2017 |                        |                       | |
| Dinamarca          |                        | 30 de maio de 2018     | 1 de setembro de 2018 | Não se aplica a determinados contratos de seguro e às Ilhas Feroe e à Groenlândia.                                                                        |
| União Europeia     | 1 de abril de 2009     | 11 de junho de 2015    | 1 de outubro de 2015  | Território da União Europeia de todos os estados membros, exceto Dinamarca e incluído o Reino Unido até 2021; não se aplica a certos contratos de seguro; |
| Israel             | 3 de março de 2021     |                        |                       | |
| Mexico             |                        | 26 de setembro de 2007 | 1 de outubro de 2015  | |
| Montenegro         | 5 de outubro de 2017   | 18 de abril de 2018    | 1 de agosto de 2018   | |
| Macedônia do Norte | 9 de dezembro de 2019  |                        |                       | |
| Singapura          | 25 de março de 2015    | 2 de junho de 2016     | 1 de outubro de 2016  | |
| Ucrânia            | 21 de março de 2016    |                        |                       | |
| Reino Unido        |                        | 28 de setembro de 2020 | 1 de janeiro de 2021  | Entre 1º de outubro de 2015 e 31 de dezembro de 2020, o Reino Unido foi incluído na adesão da UE à Convenção. Inclui Gibraltar                            |
| Estados Unidos     | 19 de janeiro de 2009  |                        |                       | |